# Саймондс (Сент-Джон, Нью-Брансвік)
Саймондс (англ. Simonds) — парафія в Канаді, у провінції Нью-Брансвік, у складі графства Сент-Джон.

## Населення
За даними перепису 2016 року, парафія нараховувала 3843 особи, показавши зростання на 0,4%, порівняно з 2011-м роком. Середня густина населення становила 13,7 осіб/км².
З офіційних мов обидвома одночасно володіли 400 жителів, тільки англійською — 3 435, тільки французькою — 5. Усього 20 осіб вважали рідною мовою не одну з офіційних.
Працездатне населення становило 64,6% усього населення, рівень безробіття — 11,9% (16,4% серед чоловіків та 7,3% серед жінок). 93,9% осіб були найманими працівниками, а 4,6% — самозайнятими.
Середній дохід на особу становив $40 200 (медіана $32 908), при цьому для чоловіків — $50 316, а для жінок $29 913 (медіани — $43 418 та $24 992 відповідно).
34,7% мешканців мали закінчену шкільну освіту, не мали закінченої шкільної освіти — 19,6%, 45,8% мали післяшкільну освіту, з яких 12,3% мали диплом бакалавра, або вищий, 10 осіб мали вчений ступінь.
| Статево-вікова структура населення | Статево-вікова структура населення | Статево-вікова структура населення | Статево-вікова структура населення | Статево-вікова структура населення |
| ---------------------------------- | ---------------------------------- | ---------------------------------- | ---------------------------------- | ---------------------------------- |
|                                    |                                    |                                    |                                    |                                    |
| Всього                             | Всього                             | 50,0%                              |                                    |                                    |
| 0 — 14 років                       | 0 — 14 років                       |                                    | 17,2%                              | 17,2%                              |
| 15 — 64 років                      | 15 — 64 років                      |                                    | 70%                                | 70%                                |
| 65 і більше                        | 65 і більше                        |                                    | 12,9%                              | 12,9%                              |
| 85 і більше                        | 85 і більше                        |                                    | 0,8%                               | 0,8%                               |
| Середній вік (років)               | Середній вік (років)               | 40,240,5                           | 40,4                               | 40,4                               |
| Медіана (років)                    | Медіана (років)                    | 42,142,2                           | 42,2                               | 42,2                               |
| — чоловіки — жінки                 |                                    |                                    |                                    |                                    |

| Походження мешканців:     | Походження мешканців:     | Походження мешканців: | Походження мешканців: | Походження мешканців: |
| ------------------------- | ------------------------- | --------------------- | --------------------- | --------------------- |
| Походження                |                           |                       | осіб                  | %                     |
| Корінні американці        | Корінні американці        |                       | 190                   | 4.94%                 |
| Інше північноамериканське | Інше північноамериканське |                       | 2 210                 | 57.48%                |
| Європейське               | Європейське               |                       | 2 560                 | 66.58%                |
| британське                | британське                |                       | 2 240                 | 58.26%                |
| французьке                | французьке                |                       | 850                   | 22.11%                |
| українське                | українське                |                       | 15                    | 0.39%                 |
| Латинськоамериканське     | Латинськоамериканське     |                       | 10                    | 0.26%                 |
| Карибське                 | Карибське                 |                       | 10                    | 0.26%                 |
| Африканське               | Африканське               |                       | 50                    | 1.3%                  |
| Азійське                  | Азійське                  |                       | 50                    | 1.3%                  |

| Зайнятість населення за галузями (за класифікацією NOC): | Зайнятість населення за галузями (за класифікацією NOC): | Зайнятість населення за галузями (за класифікацією NOC): | Зайнятість населення за галузями (за класифікацією NOC): | Зайнятість населення за галузями (за класифікацією NOC): |
| -------------------------------------------------------- | -------------------------------------------------------- | -------------------------------------------------------- | -------------------------------------------------------- | -------------------------------------------------------- |
|                                                          |                                                          |                                                          |                                                          |                                                          |
| Управління                                               | Управління                                               |                                                          | 8,4%                                                     | 8,4%                                                     |
| Бізнес, фінанси та адміністрування                       | Бізнес, фінанси та адміністрування                       |                                                          | 14,8%                                                    | 14,8%                                                    |
| Природничі та прикладні науки                            | Природничі та прикладні науки                            |                                                          | 5,7%                                                     | 5,7%                                                     |
| Охорона здоров'я                                         | Охорона здоров'я                                         |                                                          | 7,6%                                                     | 7,6%                                                     |
| Освіта, правозахист, муніципальні та урядові служби      | Освіта, правозахист, муніципальні та урядові служби      |                                                          | 6,4%                                                     | 6,4%                                                     |
| Мистецтво, культура, відпочинок та спорт                 | Мистецтво, культура, відпочинок та спорт                 |                                                          | 1%                                                       | 1%                                                       |
| Роздрібна торгівля та послуги                            | Роздрібна торгівля та послуги                            |                                                          | 21,2%                                                    | 21,2%                                                    |
| Гуртова торгівля, транспорт та обладнання                | Гуртова торгівля, транспорт та обладнання                |                                                          | 28,6%                                                    | 28,6%                                                    |
| Природні ресурси, сільське господарство                  | Природні ресурси, сільське господарство                  |                                                          | 0,7%                                                     | 0,7%                                                     |
| Виробництво                                              | Виробництво                                              |                                                          | 5,4%                                                     | 5,4%                                                     |

## Клімат
Середня річна температура становить 5,3°C, середня максимальна – 21,3°C, а середня мінімальна – -13,4°C. Середня річна кількість опадів – 1 281 мм.
| Клімат поселення                              | Клімат поселення | Клімат поселення | Клімат поселення | Клімат поселення | Клімат поселення | Клімат поселення | Клімат поселення | Клімат поселення | Клімат поселення | Клімат поселення | Клімат поселення | Клімат поселення | Клімат поселення |
| Показник                                      | Січ.             | Лют.             | Бер.             | Квіт.            | Трав.            | Черв.            | Лип.             | Серп.            | Вер.             | Жовт.            | Лист.            | Груд.            |                  |
| Середній максимум, °C                         | −2,01            | −1,1             | 3,66             | 9,32             | 15,39            | 20,00            | 21,29            | 21,17            | 17,33            | 11,72            | 6,12             | −0,36            |                  |
| Середня температура, °C                       | −7,71            | −6,79            | −2,03            | 3,62             | 9,69             | 14,30            | 17,23            | 17,11            | 13,28            | 7,67             | 2,08             | −4,43            |                  |
| Середній мінімум, °C                          | −13,4            | −12,49           | −7,74            | −2,08            | 4,00             | 8,60             | 13,17            | 13,05            | 9,22             | 3,60             | −1,98            | −8,48            |                  |
| Норма опадів, мм                              | 128              | 90               | 108              | 101              | 106              | 95               | 91               | 76               | 108              | 116              | 130              | 132              |                  |
| Середньомісячна швидкість вітру, м/с          | 4.43             | 4.42             | 4.48             | 4.32             | 3.92             | 3.56             | 3.16             | 3.08             | 3.44             | 3.91             | 4.19             | 4.46             |                  |
| Середньомісячна сонячна радіація, кДж/м²·день | 5446             | 8772             | 12373            | 15294            | 18145            | 20214            | 19861            | 17725            | 13414            | 8672             | 5123             | 4181             |                  |
| --------------------------------------------- | ---------------- | ---------------- | ---------------- | ---------------- | ---------------- | ---------------- | ---------------- | ---------------- | ---------------- | ---------------- | ---------------- | ---------------- | ---------------- |
| Джерело:                                      |                  |                  |                  |                  |                  |                  |                  |                  |                  |                  |                  |                  |                  |